# Кая Калас
Кая Калас (на естонски: Kaja Kallas ˈkɑjɑ ˈkɑlːɑs) е естонски политик, министър-председател на Естония от 2021 г. и първата жена в естонската история на този пост.
Лидер на Реформаторската партия от 2018 г., тя е член на парламента (Рийгиког) между 2011 и 2014 г. и между 2019 и 2021 г. В периода между двата ѝ мандата в естонския парламент е член на Европейския парламент от Алианса на либералите и демократите за Европа. Преди да бъде избрана в Рийгикогу тя работи като адвокат със специализация в областта на европейското конкурентно право.
Спрягана е като потенциален кандидат за наследник на Йенс Столтенберг като генерален секретар на НАТО – роля, към която тя самата я заявила интерес.

## Ранни години и образование
Кая Калас е родена в Талин на 18 юни 1977 г. Баща й Сийм Калас е бивш министър-председател на Естония (2002–2003 г.) и бивш еврокомисар (2004–2014 г.).
След нахлуването на Съветският съюз и окупацията на Естония по време на Втората световна война, нейната майка Кристи, по това време шестгодишна, е депортирана от сталинисткия режим в Сибир заедно с майка си и баба си във вагон за добитък и живее там до десетгодишна възраст. Прадядото на Калас е Едуард Алвер (1886–1939), един от политиците с водеща роля в създаването на независимата република Естония през 1918 г., а също и първият ръководител на естонската полиция през 1918–1919 г. Освен естонско, има далечно латвийско и балтийско немско потекло, което става известно на широката публика благодарение на журналистическо разследване.
Калас завършва университета в Тарту през 1999 г. с бакалавърска степен по право. Живее за кратко във Франция и Финландия, докато учи право на Европейския съюз. От 2007 г. посещава Естонското бизнес училище и през 2010 г. получава магистърска степен по бизнес администрация (EMBA).

## Професионална кариера
Калас става член на Естонската адвокатска колегия през 1999 г. и адвокат през 2002 г. Тя става партньор в адвокатската кантора Luiga Mody Hääl Borenius и Tark & Co и води обучителни програми в Естонското бизнес училище. Член е на Европейския антитръстов алианс. От 2011 г. статусът ѝ в Естонската адвокатска колегия е на некативен член. През ноември 2018 г. публикува мемоарите си MEP: 4 aastat Euroopa Parlamendis (Член на ЕП: Четири години в Европейския парламент ), в които описва живота и работата си в Брюксел от 2014 до 2018 г.

## Политическа кариера

### Член на естонския парламент (2011 – 2014 г.)
През 2010 г. Калас се присъединява към Естонската реформаторска партия. На парламентарните избори през 2011 г. печели място в Рийгикога (за окръг Харю и окръг Рапла), получавайки 7157 гласа. Член е на 12-ия парламент на Естония и председателства комисията по икономически въпроси от 2011 до 2014 г.

### Член на Европейския парламент (2014 – 2018 г.)
На изборите за Европейски парламент през 2014 г. в Естония Калас получава 21 498 гласа. Като евродепутат тя е член на комисията по промишленост, изследвания и енергетика и заместник председател на комисията по вътрешния пазар и защитата на потребителите. Сред останалите позиции, които заема, е тази на заместник-председател на делегацията в Комитета за парламентарно сътрудничество между ЕС и Украйна, и на делегацията в Парламентарната асамблея "Евронест" и делегацията за връзки със Съединените щати. В допълнение към задълженията си в комисиите, Калас е член на интергрупата на Европейския парламент по цифровия дневен ред и заместник-председател на интергрупата по младежта.
По време на мандата си в парламента Калас работи върху стратегията за цифровия единен пазар, енергийните и потребителските политики и отношенията с Украйна. По-специално тя защитава правата на малките и средни предприятия, като твърди, че границите в цифровия свят пречат на появата на иновативни компании. Привърженик е на иновациите и често подчертава, че регулациите не могат и не трябва да пречат на технологичната революция.
Калас е докладчик в няколко области на политики, включително по законодателни актове на ЕС: Регламента за неприкосновеността на личния живот и електронни комуникации, правилата на гражданското право относно роботиката, годишния доклад на политиката на ЕС в областта на конкуренцията, относно осъществяването на Нов курс за потребителите на енергия, законодателството относно митническите нарушения и санкции и доклад по собствена инициатива относно цифровия единен пазар. По време на престоя си в Парламента е номинирана за европейски млад лидер (EYL40). В края на мандата си е избрана от Politico за един от 40-те най-влиятелни евродепутати и една от най-влиятелните жени в Брюксел, като се подчертава експертността ѝ по технологични въпроси.

### Връщане към националната политика (2017 – 2020 г.)
На 13 декември 2017 г. лидерът на Реформаторската партия Хано Певкур обявява, че повече няма да се кандидатира за партиен ръководител и предлага Калас да се кандидатира вместо него. След като обмисля предложението, на 15 декември 2017 г. Калас обявява, че ще приеме поканата. Калас печели изборите, проведени на 14 април 2018 г., и става първата жена лидер на голяма политическа партия в Естония.
На парламентарните избори в Естония през 2019 г. Партията на реформите, водена от Калас, получава около 29% от гласовете, а управляващата Естонска центристка партия – 23%.  Партията на центъра успява да сформира втория кабинет на Юри Ратас с консервативната партия Isamaa и крайнодясната EKRE, оставяйки Реформаторската партия извън властта. На 14 ноември 2020 г. Калас е преизбрана за лидер на Реформаторската партия на събрание на Реформаторската партия.

### Министър-председател на Естония (2021 г. – настояще)
На 25 януари 2021 г., след оставката на Юри Ратас като министър-председател, предшествана от скандал, е сформиран първият кабинет на Калас – водено от реформаторите коалиционно правителство с Естонската центристка партия. По този начин тя става първата жена министър-председател в историята на Естония.
През втората половина на 2021 г. глобалната енергийна криза от 2021–2023 г. разстройва естонската икономика; предприятия са принудени временно да спрат дейността си, а обществото иска от държавата помощ за плащането на високите цени на електроенергията и отоплението. Първоначално Калас се противопоставя на призивите за държавна помощ с аргументите, че правителството трябва да търси дългосрочни решения, вместо да раздава държавни облаги, и че свободният пазар не трябва да изисква последователна правителствена намеса, за да поддържа хората на повърхността.
Енергийната криза разклаща в значителна степен спойката на коалиционното правителство. В изявление Калас отбелязва, че високата цена на природния газ, съчетана с руско-украинската криза, е причината за увеличаването на цените на енергията и че мерките за зелена енергия, приети от Естония, ограничават това, което правителството може да направи, за да се справи с кризата. През януари 2022 г. тя обявява план от 245 млн. евро за намаляване на разходите за енергия от септември 2021 г. до март 2022 г. Енергийната криза повлиява негативно на нейната популярност в Естония.
По време на руско-украинската криза от 2021–2022 г. Калас казва, че газопроводът „Северен поток 2“ е „геополитически проект, а не икономически“ и настоява за отказ от проекта. Тя също така заявява, че зависимостта на Европа от руския природен газ е сериозен политически проблем. През януари 2022 г. ангажира Естония с даряването на гаубици на Украйна, за да подпомогне нейната защита срещу евентуална руска инвазия. Гаубиците първоначално са закупени от Германия и Германия трябва да одобри предоставянето им на Украйна, но се забавя с отговора и вместо това Естония изпраща произведени в САЩ противотанкови ракети „Джавелин“ през първите седмици на февруари 2022 г. След признаването на Донецката и Луганската народнa републикa от Русия Калас изисква от Европейският съюз да въведе санкции срещу Русия, а впоследствие е похвалена в страната за лидерство ѝ по време на руско-украинската криза. Рейтинг ѝ на одобрение отново се вдига и тя става най-популярния политик в Естония.
След руското нахлуване в Украйна, започнало на 24 февруари, Естония, заедно с други съюзници, задейства Член 4 от Учредителния договор на НАТО. Калас обещава политическа и материална подкрепа на Украйна. До април 2022 г. 0,8% от БВП на Естония на глава от населението във военно оборудване е предадено на Украйна. Калас е оценявана високо както в Естония, така и в международен план като водещ проукраински глас във войната. New Statesman я нарича „Новата желязна лейди на Европа“. Тя също така силно подкрепя приемането на Украйна в Европейския съюз, като казва, че има „морален дълг“ да го направи. През април 2022 г. предупреждава за цената на потенциален „мир на всяка цена“ с Русия.
След нейната оставка на 14 юли 2022 г. вторият кабинет на Калас полага клетва на 18 юли.  Новото правителство е коалиция от три партии – Реформаторската партия, Социалдемократическата партия и Isamaa. Предишното й правителство изгубва парламентарното си мнозинство, след като Центристката партия напусна коалицията. 
Като министър-председател Калас изгражда репутацията си като лидер в усилията за подкрепа на Украйна по време на руската инвазия, доставяйки повече военно оборудване на Украйна като дял от брутния вътрешен продукт на глава от населението, отколкото всяка друга страна в света. През септември 2022 г., в контекста на план на три други граничещи нации за ограничаване на руските туристи, казва, че пътуването до Европейския съюз е „привилегия, а не човешко право“ и добавя, че е „неприемливо гражданите на държавата-агресор да могат свободно да пътуват в ЕС, докато в същото време хора в Украйна са измъчвани и убивани“. Тя отхвърля всяко мирно споразумение, което би отстъпило част от украинската територия на Русия.
През март 2023 г. Калас води Реформаторската партия до решителната победа на парламентарните избори, увеличавайки броя на местата на партията в парламента. След изборния резултат Калас договаря коалиционно правителство с „Естония 200“ и Социалдемократическата партия, а третият й кабинет полага клетва на 17 април. През юни 2023 г. правителството приема законопроект за легализиране на еднополовите бракове и осиновяване на деца в Естония. Законопроектът влиза в сила на 1 януари 2024 г. и прави Естония първата прибалтийска държава и страна, окупирана в миналото от Съветския съюз, в която еднополовите двойки имат равни права с хетеросексуалните.
Калас заклеймява действията на Хамас по време на войната между Израел и Хамас през 2023 г. и изразява подкрепата си за Израел и правото ѝ на самоотбрана, но добавя, че Израел трябва да упражнява това право „по начин, който пази невинните животи и се придържа към нормите на международното право.“ Отбелязва, че конфликтът в Близкия изток „е от полза за онези, които се стремят да отвлекат вниманието на свободния свят от подкрепата му за Украйна“.

#### Скандалът със Stark Logistics и Metaprint
През август 2023 г. медиите разпространяват информация, че съпругът на Калас, Арво Халик, има дял от близо 1/4 в транспортната компания Stark Logistics, която е продължила да работи в Русия след руската инвазия в Украйна, на фона на призивите на Калас към естонските компании да спрат всякакви операции в Русия. Компанията е генерирала приблизително 1,5 млн. евро приходи от бизнеса си в Русия от началото на инвазията.
По-късно Калас признава за дела на съпруга си в компанията, но отрича неправомерни действия от своя страна или от страна на съпруга си и заявява, че бизнесът на компанията в Русия се е свеждал до помощ за естонски клиент, идентифициран от естонските медии като компанията Metaprint, да прекрати производството си в Русия, добавяйки, че "нито едно евро, долар или рубла " не е похарчено в Русия като част от дейността.
Stark Logistics подкрепя твърдението ѝ и декларира, че дейността ѝ не е нарушила естонското законодателство, тъй като правителството на Калас е наложило забрана само за държавни компании да работят с Русия. Според естонски медии Metaprint е продала стоки на стойност 17 млн. евро на Русия между началото на инвазията през февруари 2022 г. и ноември 2022 г. Бизнес партньорът на Халик Марти Лемендик по-късно признава пред естонските медии, че компанията е продала стоки на стойност над 32 млн. долара на руския пазар между февруари 2022 г. и август 2023 г. Освен това компанията си е сътрудничила със санкционирани лица, като Сергей Колесников. Впоследствие Халик заявява, че ще продаде акциите си в Stark Logistics.
Танел Кийк от опозиционната Центристка партия отбеляза, че „скандалът е навредил сериозно на репутацията на естонската държава“, докато президентът на Естония Алар Карис изразява тревога от това, че вижда „доверието в естонската държава в отношенията й с съюзници е поставено под въпрос“ и се опасява, че „създава прецедент за бъдещето и засяга репутацията на естонската демокрация“. Две проучвания на общественото мнение, проведени от Norstat и Turu-uuringute AS, показват, че повечето от анкетираните смятат, че Калас трябва да подаде оставка поради скандала (57% от респондентите в едното и 69% – във второто). През септември 2023 г. Калас отстоява отказа си да подаде оставка, наричайки спора „лов на вещици“ от политически опоненти.

## Личен живот
Между 2002 и 2006 г. Калас е омъжена за Румет Лейгер. В продължение на няколко години живее с бившия естонски политик и бизнесмен Таави Вескимяги (министър на финансите на страната в периода 2003–2005 г.), от когото има един син. През 2018 г. се омъжва за банкера и инвеститор Арво Халик, който има две деца от предишна връзка.
Освен родния си естонски, владее английски, руски и френски език.

## Награди и отличия
- Европейска награда за политическа култура от Фондация Ханс Рингиер (2022)[83]
- „Голям кръст“ на Ордена на звездата на Румъния (2021)[84]
- „Член 2-ри клас“ на Ордена на княз Ярослав Мъдри ( Украйна, 24 април 2023 г.)[85]

## Други дейности
От 2020 г. Калас е член на настоятелството на Friends of Europe и на Европейския съвет за външни отношения, както и на консултативния съвет на Икономическия форум на жените. Ментор е на Европейската либерална младеж, посланик на „Еразъм“ за млади предприемачи в Европейския парламент, член e на Групата на любителите на библиотеките на Европейския парламент (MEP Library Lovers), на Европейския интернет форум, на разширения борд на Европейския форум за възобновяеми енергийни източници, на Global Young Leaders, на Women Political Leaders и евродепутат-посланик на Европейската мрежа за обучение по предприемачество.